# Canarium rigidum
Canarium rigidum är en tvåhjärtbladig växtart som först beskrevs av Carl Ludwig von Blume, och fick sitt nu gällande namn av Alexander Zippelius och Friedrich Anton Wilhelm Miquel. Canarium rigidum ingår i släktet Canarium och familjen Burseraceae. Inga underarter finns listade i Catalogue of Life.